# Eresus da
Espèce
Eresus da est une espèce d'araignées aranéomorphes de la famille des Eresidae.

## Distribution
Cette espèce est endémique du Xinjiang en Chine,. Elle se rencontre vers Fukang.

## Description
La carapace de la femelle holotype mesure 10,88 mm de long sur 8,62 mm.

## Publication originale
- Lin, Li, Zhao, Chen & Chen, 2022 : « Two new Eresus species (Araneae, Eresidae) from Xinjiang, China. » Biodiversity Data Journal, vol. 10, no e94853, p. 1-11.